# Werner Dörflinger

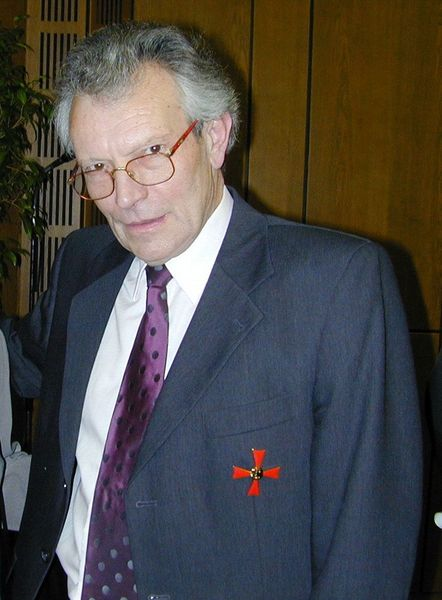
Werner Dörflinger (2001)

 Werner Georg Dörflinger (* 2. Oktober 1940 in Tiengen; † 2. März 2021) war ein deutscher Politiker der CDU.

## Leben
Dörflinger besuchte die Volksschule und die Höhere Handelsschule. Es folgte eine Lehre als Industriekaufmann, die er 1958 mit der Kaufmannsgehilfenprüfung beschloss. Er arbeitete in seinem Beruf von 1958 bis 1962 und wechselte dann für die Jahre 1962 bis 1975 als Redakteur zum Südkurier. Ab 1975 wurde er Erster Beigeordneter mit der Amtsbezeichnung „Bürgermeister“ der Großen Kreisstadt Waldshut-Tiengen. Dieses Amt hatte er bis 1983 inne. 
Neben seinem parteipolitischen Engagement war er ab 1988 als Präsident der Deutsch-Amerikanischen Gesellschaft sowie als Vorsitzender des Caritasverbands Hochrhein aktiv.
Er war römisch-katholischen Glaubens, verheiratet und hatte drei Kinder. Sein Sohn Thomas war von 1998 bis 2017 ebenfalls Bundestagsabgeordneter.

## Politik
Dörflinger trat 1961 in die CDU ein und war für zehn Jahre Vorsitzender des Kreisverbandes Waldshut der Jungen Union. Innerhalb der Mutterpartei war er von 1967 bis 1991 stellvertretender und von 1991 bis 1993 Vorsitzender des Kreisverbandes Waldshut. Auf Bundesebene war er innerhalb der CDU Vorsitzender des CDU-Fachausschusses „Städte- und Wohnungsbau“.
Auf Kommunalebene wurde er 1965 in den Stadtrat von Tiengen gewählt und 1971 bestätigt. 1975 zog er dann auch in den Rat der neugebildeten Stadt Waldshut-Tiengen ein. Ab 1994 war er erneut Mitglied des Stadtrates. In den Jahren 1989 bis 1994 gehörte er dem Waldshuter Kreistag an und war seit 1989 Mitglied der Regionalverbandsversammlung Hochrhein-Bodensee.
Er war vom 4. November 1980 bis zum 26. Oktober 1998 für fünf Wahlperioden Mitglied des Deutschen Bundestages. Er wurde für die CDU über das Direktmandat im baden-württembergischen Wahlkreis Waldshut gewählt. Im Bundestag war er seit Februar 1992 Vorsitzender des Ausschusses für Raumordnung, Bauwesen und Städtebau. Zudem war er Stellvertretendes Mitglied im Ausschuss für Umwelt, Naturschutz und Reaktorsicherheit sowie im Ausschuss für Fremdenverkehr und Tourismus.

## Ehrung und Auszeichnungen
- 1991 Verdienstorden der Bundesrepublik Deutschland (Verdienstkreuz am Bande)
- 2000 Verdienstorden der Bundesrepublik Deutschland (Verdienstkreuz 1. Klasse)